# Condado de Csongrád-Csanád
Csongrád-Csanád (en húngaro: Csongrád-Csanád vármegye) es un condado administrativo situado al sur de Hungría. Limita con Serbia y Rumanía (región histórica de Banato), así como con los condados húngaros de Bács-Kiskun, Jász-Nagykun-Szolnok y Békés. 
La región ocupa las dos riberas del río Tisza. Su capital es la ciudad de Szeged y su población total en 2001 era de 427 000 habitantes.

## Subdivisiones
Se divide en siete distritos:
- Distrito de Csongrád (capital: Csongrád)
- Distrito de Hódmezővásárhely (capital: Hódmezővásárhely)
- Distrito de Kistelek (capital: Kistelek)
- Distrito de Makó (capital: Makó)
- Distrito de Mórahalom (capital: Mórahalom)
- Distrito de Szeged (capital: Szeged)
- Distrito de Szentes (capital: Szentes)

## Condados urbanos
- Szeged
- Hódmezővásárhely

## Poblaciones principales
Ordenadas por el censo del 2001.
- Szentes (31 082 hab.)
- Makó (25 619 hab.)
- Csongrád (18 937 hab.)
- Sándorfalva (7887 hab.)
- Kistelek (7573 hab.)
- Mindszent (7382 hab.)
- Mórahalom (5550 hab.)